# باستر هاوز
باستر هاوز (انگلیسی: Buster Howes؛ زادهٔ ۲۲ مارس ۱۹۶۰) فرد نظامی اهل بریتانیا است. وی همچنین برندهٔ جوایزی همچون نشان حمام و نشان امپراتوری بریتانیا شده‌است.